# Eunice macrochaeta
Eunice macrochaeta är en ringmaskart som beskrevs av Schmarda 1861. Eunice macrochaeta ingår i släktet Eunice och familjen Eunicidae. Inga underarter finns listade i Catalogue of Life.